# Союзная скупщина СРЮ

Штандарт председателя Веча граждан Союзной Республики Югославии (1995–2006)

Союзная скупщина Союзной Республики Югославия (Савезна скупштина) — название парламента Югославии в 1992—2003 годах. Состояло из двух палат — Совета Республик (Веће република) и Совета Граждан (Веће грађана). Учреждено Конституцией 1992 года, заменив собой Скупщину СФРЮ. В 1963—1974 годах существовал одноимённый орган, однако являвшийся не народно-представительным, а корпоративно-представительным органом состоящим из пяти палат, избираемых органами корпораций («содружеств» в Конституции 1963 года).
Первый Совет Граждан был избран 31 мая 1992 года, однако действовавший на тот момент избирательный закон не устраивал часть крупных партий, поэтому были проведены перевыборы 20 декабря 1992 года. Этот созыв Совета Граждан просуществовал до следующих выборов 3 ноября 1996 года. Следующий и последний Совет Граждан был избран 24 сентября 2000 года, в этот же день прошли первые и последние прямые выборы в Совет Республик и Президента. 4 февраля 2003 года самораспустилось.
Избиралось народом сроком на 4 года, по следующему принципу — по 20 депутатов от каждой республики в Совет Республик и по 1 на 65.000 избирателей в Совет Граждан.